# Julij Martov

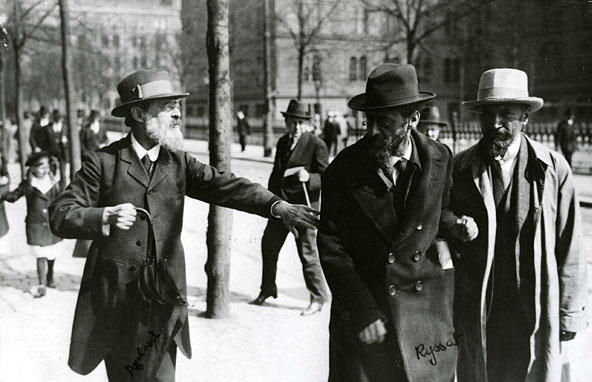
Mensjevikernas ledare på Norra bantorget i Stockholm i maj 1917. Pavel Akselrod, Julij Martov och Aleksandr Martynov.

Julij Osipovitj Martov (ryska: Юлий Осипович Мартов), född 24 november 1873 i Istanbul, död 4 april 1923 i Berlin, var en rysk revolutionär politiker och mensjevik.

## Biografi
Martov var av judisk börd och hette ursprungligen Julij Osipovitj Tsederbaum. Hans politiska aktivitet i slutet av 1800-talet tvingade honom till inre exil, men hindrade inte honom från att vara en av grundarna till Rysslands socialdemokratiska arbetareparti 1898 och tidningen Iskra (Gnistan) 1900. Han kom i samband med andra partikongressen i London 1903 i konflikt med Vladimir Lenin om huruvida partiet skulle vara ett öppet socialdemokratiskt parti efter västeuropeisk modell där även icke-aktiva sympatisörer tilläts vara medlemmar (vilket Martov förespråkade) eller ett mindre parti bestående av en strängt disciplinerad elit. Martovs fraktion var i majoritet, men fick ändå namnet mensjevikerna (ryska för "minoritetsmän"). Efter partikongressen i London splittrades partiet i två fraktioner: mensjeviker och Lenins bolsjeviker. Martov tillhörde mensjevikernas revolutionära vänsterflygel och arbetade förgäves för en återförening av partiet. 
Martov gick i landsflykt 1907 och återvände tuberkulossjuk i samband med februarirevolutionen 1917 och blev officiellt mensjevikernas ledare. Han förespråkade ett snabbt ryskt utträde ur första världskriget och tog avstånd från de mensjeviker som anslutit sig till den provisoriska regeringen. Efter bolsjevikernas maktövertagande i oktoberrevolutionen samma år marginaliserades Martov och mensjevikerna och 1921 tilläts han att lämna Ryssland. År 1923 dog han i tuberkulos i exil i Berlin, Tyskland.